# Another Raindrop
Another Raindrop – debiutancki album polskiego saksofonisty jazzowego Kuby Więcka, wydany w roku 2017. Ukazał się jako vol. 78 serii Polish Jazz.
Płyta została nagrana 1 i 2 września 2016 w Studiu S2 w Warszawie. Wszystkie utwory zamieszczone na płycie z wyjątkiem jednego to kompozycje lidera – Kuby Więcka. Ukazała się jako płyta winylowa i płyta kompaktowa.

## Wykonawcy
- Kuba Więcek – saksofon altowy, saksofon sopranowy
- Michał Barański – kontrabas
- Łukasz Żyta – perkusja

## Lista utworów
| 1.  | „Szkodnik” (Kuba Więcek)                                           | 3:34  |
|     |                                                                    |       |
| 2.  | „Rhythm of Life” (Kuba Więcek)                                     | 1:52  |
|     |                                                                    |       |
| 3.  | „The Wheels You Can’t Stop (Although You Try)” (Kuba Więcek)       | 3:05  |
|     |                                                                    |       |
| 4.  | „Who Is the Monkey in Here?” (Kuba Więcek)                         | 4:41  |
|     |                                                                    |       |
| 5.  | „Out from the Dark” (Kuba Więcek)                                  | 3:37  |
|     |                                                                    |       |
| 6.  | „Another Raindrop” (Kuba Więcek)                                   | 5:23  |
|     |                                                                    |       |
| 7.  | „Dream about That Green Hill” (Kuba Więcek)                        | 4:10  |
|     |                                                                    |       |
| 8.  | „Epilogue” (Kuba Więcek)                                           | 1:44  |
|     |                                                                    |       |
| 9.  | „Back Home Feeling” (Kuba Więcek)                                  | 5:16  |
|     |                                                                    |       |
| 10. | „Pirate’s Routine” (Kuba Więcek)                                   | 4:46  |
|     |                                                                    |       |
| 11. | „Conception” (George Shearing)                                     | 3:54  |
|     |                                                                    |       |
| 12. | „Forest Creatures’ Night Ritual (dedicated to Cz&A)” (Kuba Więcek) | 3:36  |
|     |                                                                    |       |
| 13. | „Naked Hymn for Equality” (Kuba Więcek)                            | 4:39  |
|     |                                                                    |       |
|     |                                                                    | 50:17 |
|     |                                                                    |       |

## Informacje uzupełniające
- Reżyser nagrania – Michał Kupicz
- Mastering – Michał Rosicki
- Projekt okładki – Łukasz Hernik
- Omówienie płyty (tekst na okładce) – Tomasz Pierzchała